# 조영호 (성우)
조영호(1969년 7월 2일 ~ )는 대한민국의 성우이다. KBS에 입사했으며, 현재는 KBS 25기이다. 한국방송 성우극회 소속. 그것이 알고싶다에 두번이나 나온거 보면 답이 나온다.

## 출연작

### 애니메이션
- 디지몬 어드벤처 (KBS)
- 명탐정 코난 (투니버스) - 우진호

### 영화
- 키스 더 걸 (SBS)
- 쥬라기 공원 (SBS) - 헨리 우(BD 웡)
- 인 드림스 (SBS)
- 잉글리시 브라이드 (KBS)
- 사이렌스 (SBS)
- 연애사진 (SBS)
- 로미오 머스트 다이 (SBS) - 레코드 가게 주인(아론소 오야전)
- 레옹 (SBS) - 스탠의 부하(윌리 원 블러드) / 마틸다의 택시 운전 기사(아둘 하산 샤리프)
- 다운 투 유 (SBS)
- 에쥬케이터 (SBS)
- 할로우 맨 (SBS) - 경비원(파블로 에스피노사)
- 케이브 (SBS) - 코빈(졸탄 부툭)
- 식스티 세컨즈 (SBS) - 토비(윌리엄 리 스콧)

## 폭행 혐의 입건
2021년 3월 8일, 여성 동거인을 폭행하여 특수폭행 혐의로 체포되었다고 SBS가 단독 보도했다.
한편 이 소식이 전해진 이후 그것이 알고싶다 970회에서도 방영된 여중생 성범죄 사건의 범인이다.
자세한 내용은 연예기획사 대표에 의한 청소녀 성폭력 사건"의 의미와 쟁점 토론회 참고.
그알 캐스팅디렉터 사건 조모씨가 이 사람이다.
한국성우협회에서 회비 문제로 제명을 당했다고 한다.